# Bo Andersson (żużlowiec)
Bo Andersson – szwedzki żużlowiec.
Dwukrotny finalista indywidualnych mistrzostw Szwecji (Sztokholm 1951 – IX miejsce, Sztokholm 1952 – X miejsce). Złoty medalista drużynowych mistrzostw Szwecji (1952).
Reprezentant Szwecji na arenie międzynarodowej. Uczestnik eliminacji indywidualnych mistrzostw świata (Falköping 1952 – VI miejsce w finale kontynentalnym).
W lidze szwedzkiej reprezentant klubu Getingarna Sztokholm (1951–1952).
W 1952 r. wystąpił w filmie Farlig kurva.